# Giải bóng đá Hạng Nhì Quốc gia 2006 (kết quả chi tiết)
Đây là lịch thi đấu và kết quả chi tiết Giải bóng đá hạng nhì quốc gia 2006 với 17 câu lạc bộ tham dự.

## Bảng A

### Vòng 1
| 29 tháng 4 năm 2006 | Công Nhân Bia Đỏ   | 0–0      | Than Quảng Ninh                        | Sân Hà Tây                                      |  |
| 15:00               | Hồng Quân (11) 66' | Chi tiết | Văn Phương(16) 53' · Phú Thành (9) 73' | Lượng khán giả: 300 Trọng tài: Nguyễn Văn Quyết |  |

| 29 tháng 4 năm 2006 | Quân khu 3                                                                                         | 3–1      | Quân khu 2                                 | Sân Quân khu 3                              |  |
| 15:00               | Hoàng An (7) 15' · Ngọc Thắng (16) 51' · Đức Thắng (20) 80' · Văn Thành (9) 29' · Luân Hải (5) 81' | Chi tiết | Việt Tuyên (18) 11' · Lê Văn Cường (9) 83' | Lượng khán giả: 500 Trọng tài: Lê Thanh Hải |  |

| 29 tháng 4 năm 2006 | Sara Thành Vinh                                        | 1–0      | Hà Tĩnh                                                     | Sân Vinh                                       |  |
| 15:00               | Bá Tư (9) 49' · Đình Đồng (5) 24' · Quốc Tuấn (17) 79' | Chi tiết | Quang Tân (20) 32' · Đức Thắng (4) 55' · Đức Ước (16) 90+1' | Lượng khán giả: 4.000 Trọng tài: Ngô Quốc Hưng |  |

## Bảng B

### Vòng 1
| 29 tháng 4 năm 2006 | Thép Miền Nam Bình Thuận               | 1–3      | Đắk Lắk                                                          | Sân Bình Thuận                                 |  |
| 15:00               | Cao Thiện (10) 62' · Đại Đồng(7) 45+1' | Chi tiết | Quang Thế (17) 34', 84' · Đình Mừng(11) 57' · Dương Nam (20) 60' | Lượng khán giả: 200 Trọng tài: Huỳnh Quốc Việt |  |

| 29 tháng 4 năm 2006 | Thành Long                             | 0–2      | Quân khu 7                                                                | Sân Thành Long                             |  |
| 15:00               | Đức Duy (5) 11' · Trọng Thiện (24) 76' | Chi tiết | Thiện Ngôn(16) 54' · Hữu Đức (8) 84' · Duy Tân (17) 14' · Văn Vinh(9) 80' | Lượng khán giả: 400 Trọng tài: Phạm Bá Hòa |  |

## Bảng C

### Vòng 1
| 29 tháng 4 năm 2006 | Bến Tre | 4–2      | Gói Gạch Đồng Tâm Long An                                                                                                 | Sân Bến Tre                                            |  |
| 15:00               | Thanh Cường (17) 52' · Hậu Đan (10) 60' · Thanh Tuấn(20) 76' · Quốc Thanh (18) 90+2' · Hữu Hạnh (12) 34' · Thanh Cường (17) 80' | Chi tiết | Hữu Thuận (12) 45+2' · Ngọc Hiệp (20) 77' · Thành Nam(4) 14' · Công Ánh (6) 33' · Hữu Thuận (12) 63' · Minh Thắng(14) 83' | Lượng khán giả: 1.500 Trọng tài: Hoàng Phạm Công Khanh |  |

| 29 tháng 4 năm 2006 | Cần Thơ                                                                           | 1–0      | Vĩnh Long                                                                              | Sân Cần Thơ                                 |  |
| 15:00               | Hoàng Thương(20) 55' · Thanh Tân (3) 21' · Hữu Hạnh(15) 24' · Kim Long (21) 90+2' | Chi tiết | Hoàng Thành (9) 17' · Tấn Ngoan (5) 30' · Hoàng Thông (21) 45+1' · Hoàng Tuấn (24) 72' | Lượng khán giả: 400 Trọng tài: Vũ Minh Châu |  |

| 29 tháng 4 năm 2006 | Kiên Giang        | 0–1      | cà Mau                                                                                | Sân Kiên Giang                                  |  |
| 15:00               | Thạch Muni (7) 8' | Chi tiết | Hoàng Khang(21) 60' · Quốc Huân (4) 73' · Ngọc Thạch (24) 87' · Quốc Toàn (8) 32' 79' | Lượng khán giả: 3.000 Trọng tài: Châu Đức Thành |  |

### Vòng 2
| 2 tháng 5 năm 2006 | Gói Gạch Đồng Tâm Long An                        | 2–2      | Vĩnh Long                                                                | Sân Long An                                 |  |
| 15:30              | Phạm Ngọc Hiệp (20) 45' · Ngô Minh Sang (16) 55' | Chi tiết | Nguyễn Tấn Vũ (14) 85' · Bùi Văn Đông (7) 90+2' 74' · Trương Phi (6) 76' | Lượng khán giả: 500 Trọng tài: Trần Văn Nơi |  |

| 3 tháng 5 năm 2006 | Cà Mau                                                                             | 2–1      | Bến Tre                                                                                             | Sân vận động Cà Mau                         |  |
| 15:30              | Quốc Huân (4) 22' · Thanh Khiêm (10) 66' · Ngọc Thạch (24) 15' · Viết Đàn (12) 30' | Chi tiết | Tuấn Anh (9) 90' · Minh Nhuận (6) 3' · Kim Châu (3) 36' · Quốc Thanh (18) 42' · Minh Thiện (21) 87' | Lượng khán giả: 700 Trọng tài: Bùi Anh Tuấn |  |

| 3 tháng 5 năm 2006 | Kiên Giang                                                        | 2–1      | Cần Thơ                                                                           | Sân vận động Kiên Giang                         |  |
| 15:30              | Đại Lâm (15) 46', 64' · Thạch Muni (7) 22' · Nhất Nguyên (16) 90' | Chi tiết | Chí Bình (5) 23' · Viết Dũng (4) 11' · Hoàng Hiếu (23) 70' · Chí Hùng (5) 64' 86' | Lượng khán giả: 2.500 Trọng tài: Phan Trường Vũ |  |